# Бои за Рокка Курайра (1795)
Бои за Рокка Курайра (итал. Rocca Curaira) — бои в сентябре 1795 года между австрийской Ломбардской армией фельдцейхмейстера Де Винса и французской Итальянской армией дивизионного генерала Келлермана за позицию Рокка Курайра в Лигурийских Альпах во время Войны первой коалиции.

## Перед боями
После июньского 1795 года наступления австро-сардинской армии в Генуэзской Ривьере фронт стабилизировался, и в течение двух месяцев происходили только мелкие стычки — малая война — без существенного преимущества с той и другой стороны.
В сентябре линия австрийской армии начиналась в Лоано, маленьком городке на побережье, затем тянулась к Альпам, к деревне Тойрано, расположенной у входа в долины Балестрино и Бардинето, вход в которые был закрыт монастырем в Тойрано, где 400 австрийцев с пушками удерживали высоты справа и слева. На высотах восточнее Самбукко и Рокка Барбена располагался лагерем генерал Эжен д’Аржанто. От Рокка Барбены линия доходила до Монте-Люго, где располагались крайний правый флаг д’Аржанто и крайний левый Колли с пьемонтской армией.
Французская армия опиралась правым флангом на Боргетто, приморский поселок на Генуэзской Ривьере, окруженный стенами и защищенный укрепленным лагерем. Оттуда позиция, пройдя через горы Сент-Эспри и Монте-Венто, увенчанная несколькими этажами батарей, протянулась к горе Два Брата (Де-Фрер) или Поджио Гранде, между которыми находился небольшой укрепленный лагерь. Он соединялся с чрезвычайно прочным постом на скале Рокка Курайра возле Балестрино, названным французами Маленьким Гибралтаром (Пти-Гилбралтар), который блокировал край предгорья Самбукко, из-за чего его нельзя было занять на всем его протяжении, не подвергаясь опасности быть отрезанным. Маленький Гилбралтар поддерживался с одной стороны извилистым ретраншементом на хвосте скалы, а с другой — так называемым лагерем Шамп-ди-Прети.
В результате мира, заключенного с Испанией в июле, Франция получила в свое распоряжение две армии из западных и восточных Пиренеев, которые перебрасывались к предгорьям Альп и на Ривьеру. Теперь, когда противник находился в более выгодном положении, Де Винс не сомневался, что скоро начнется наступление, и был уверен, что Келлерман будет атаковать сардинцев Колли на его правом фланге. Он решил предупредить противника и атаковать французские позиции на Ривьере, чтобы отвлечь опасность от Колли, и определил левое крыло вражеской позиции у Боргетто при Рокка Курайра (он же Пти-Гилбралтар) в качестве точки атаки. В штабе армии придерживались мнения, что, если противника удастся изгнать с этой точки, а также из Цуккарелло и Консенто, он будет вынужден быстро оставить всю линию своей обороны на Ривьере.
15 сентября командующий Де Винс отдал приказ генералу д’Аржанто, подкрепленному двумя батальонами Липтая и шестью орудиями, двинуться на Самбукко и атаковать Рокка Курайра и Балестрино. Кроме того, генералу Терници было приказано перейти с полутора батальонами через Карпи к Балестрино, чтобы прикрыть левый фланг д’Аржанто. Валлис на берегу моря и Колли на Брикко-ди-Галле должны были атаковать одновременно с ним.

## Ход боев
В ночь с 15 на 16 сентября наступление д’Аржанто на Самбукко прошло беспрепятственно, а на рассвете последний был занят тремя батальонами. Генерал Терници, как и было приказано, занял Балестрино и Рокка Барбена.
Французы вели себя совершенно спокойно, хотя с их орудиями на Пти-Гиблартаре можно было легко расправиться с войсками противника, закреплявшимися на Самбукко. Так продолжалось три полных дня, в течение которых австрийцы строили редуты на Самбукко и устанавливали орудия.
Рано утром 19-го, после часовой канонады, началась атака Маленького Гибралтара. д’Аржанто приказал трем батальонам атаковать ретраншементы, расположенные на хвосте скалы. Генерал Липтай остался в резерве с двумя батальонами.
Ретраншементы были успешно взяты с первой попытки, и австрийцы продвинулись к главному укреплению. Как только две штурмующие колонны приблизились к стене крепости, французы поднялись на парапеты, открыли ружейный огонь и стали бросать гранаты и камни. Штурмовые колонны остановились. Генерал Липтай немедленно приказал двум ротам выдвинуться из резерва, чтобы поддержать штурмующих. Атака возобновилась, но австрийцы не смогли продвинуться дальше.
Узнав об атаке на Маленький Гибралтар, генерал Сежан приказал генерал-адъютанту Сент-Илеру выйти из лагеря Де-Фрер и с подкреплением наступать на левый фланг австрийцев. Густой туман прикрыл его движение. Одновременно из лагерей выше Цуккарелло и Альпе-де-Цуккарелло стали выдвигаться две колонны. Эти две колонны своим согласованным маршем атаковали противника во всей нижней части Шамп-ди-Прети, с фронта у деревни Везерци, и вытеснили их, захватив редут и взяв в плен несколько человек.
Генерал д’Аржанто, убедившись после двух отбитых штурмов, что ему больше не удастся захватить храбро защищаемый пост, и что ему угрожает удар во фланг подходящих колонн французов, приказал прервать бой и отступить к Самбукко. Чтобы прикрыть отступление, д’Аржанто приказал генералу Терници с четырьмя ротами удерживать высоту к западу от Кроче ди Балестрино.
Подошедшие колонны стали преследовать отступающих австрийцев, а затем предприняли атаку на редуты Самбукко, которая, однако, была отбита при помощи нескольких рот, переброшенных из резерва. Через два часа французы отвели свои подразделения от австрийских редутов на Самбукко.
Во время боев в горах Валлис приказал части своего левого крыла продвинуться вперед вдоль побережья, имитируя атаку. Но это движение было совершено с такой осторожностью, что противник, стоявший напротив, даже не покинул свой лагерь. Колли с пьемонтцами также не попытался атаковать на Брико-ди-Галле.

## Результаты
Захват Самбукко и, как следствие, изменение положения правого крыла австрийской армии привело к тому, что аванпосты слева от Самбукко оказались перед Баггиоло, Бергало и Балестрино и были связаны с постами в долине Тойрано. Справа от Самбукко они, как и прежде, соединялись с пьемонтцами.
Малая война не только не была прервана этими инцидентами вдоль всей линии противостояния, но и продолжалась с той же активностью, но без какого-либо дальнейшего успеха, кроме ежедневных потерь в несколько человек убитыми, ранеными или пленными с обеих сторон.